# Valeri Brainin

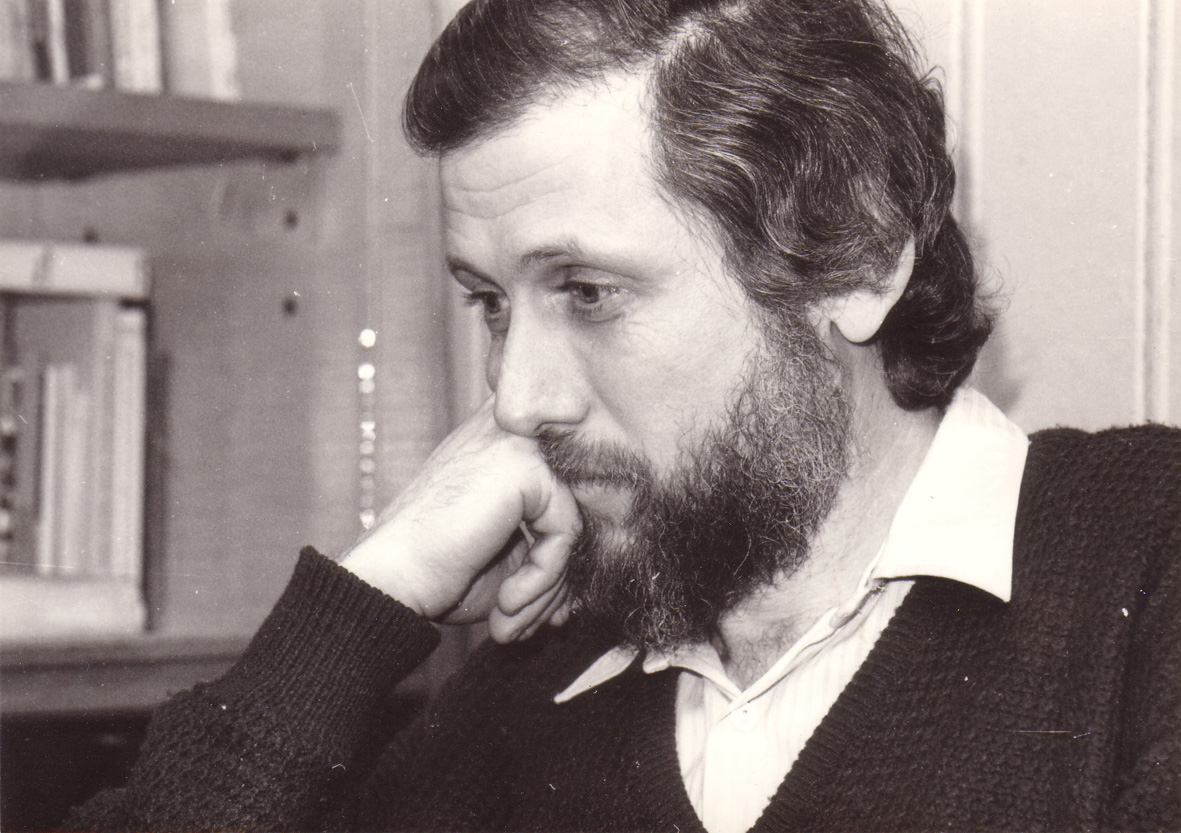
Valeri Brainin

Valeri Borisovitsj ‘Willi’ Brainin-Passek (Russisch: Валерий Борисович Брайнин) (Nizjni Tagil, 27 januari 1948) is een Russisch musicoloog, muziekpedagoog, componist, schrijver en dichter.

## Levensloop
Brainin is de zoon van een Oostenrijks dichter, vertaler en politieke emigrant en telg uit een bekende Weense familie waartoe onder anderen ook de Joodse biograaf en publicist Reuben Brainin en de Oostenrijks/Britse violist Norbert Brainin behoorden.
Brainin is een volwaardig lid van de Internationale Onderwijsopleidingsacademie voor Wetenschappen in Moskou en van andere wetenschappelijke en pedagogische verenigingen.
Hij staat bekend als een uiterst veelzijdig man. Hij studeerde wiskunde, linguïstiek en musicologie, muziekpedagogie en compositie.

## Muzikale activiteiten
Sommige van zijn werken werden uitgevoerd in het Bolshoi Theater in Moskou. Hij onderwees aan de Gnessin Muziekschool voor bijzonder getalenteerde kinderen (zie Gnessin Staatsacademie voor Muziek). Branin wordt geroemd als pianoleraar en muziekpedagoog. Hij staat bekend als de ontwikkelaar van een methode om de muzikale intelligentie bij kinderen te stimuleren en zette daartoe internationale scholen op. Sommige van zijn leerlingen werden laureaat in nationale en internationale wedstrijden.

 Brainin is ook een vermaard componist en experimenteert met name met microtonale muziek.

Het theoretisch en praktisch werk van Brainin wordt geprezen door vooraanstaande hedendaagse musici, waaronder componiste Sofia Goebaidoelina. Goebaidoelina noemt zijn werk als "ernstig en cultureel belangrijk" en "van vitaal belang voor de toekomst van de muziek".

## Literaire activiteiten
Behalve in de muziek is Brainin ook actief als literator, met name als dichter.

 Hij geldt als een leerling van Arseni Tarkovski en was lid van de Moskouse literaire vereniging „Poezia“ (ru: Клуб «Поэзия») samen met onder anderen Alexandr Jeremenko, Alexei Parshchikov, Dmitri Prigov en Lev Rubinstein.
Zijn meest essentiële poëzie publicaties verschenen in het Russisch, onder andere in de literaire tijdschriften „Znamya“ (Moskou), „Novy Mir“ (Moskou), „Arion“ (Moskou), „Ogoniok“ (Moskou), „Grani“ (Frankfurt am Main), „Dvadtsat dva“ (Jeruzalem), „Kreshchatik“ (Kiev), anthologies „Verzen van de Eeuw“ (Moskou, samengesteld door Jevgeni Jevtoesjenko) en „Verzen van de Eeuw-2“ (Moskou).
In het Engels puliceerde hij in het literaire tijdschrift "Partisan Review" (Boston).
Geselecteerde gedichten werden gepubliceerd in zijn boek:

Брайнин-Пассек, В. К нежной варварской речи. Samengesteld: Michail Bezrodnyj (Михаил Безродный). Voorwoord: Yuri Arabov (Юрий Арабов). — СПб. (Sint-Petersburg): Алетейя (Aletheia), 2009. ISBN 978-5-91419-277-5.

## Openbare en wetenschappelijke activiteiten
Brainin bekleedt diverse vooraanstaande maatschappelijke posities, in Rusland zowel als internationaal. Zo is hij president (sinds 2004) van de ‘Russian Federation Society for Music Education’ (RussSME) – National Affiliate of the International Society for Music Education (ISME), lid van de UNESCO. Hoofd van het Laboratorium voor Nieuwe Technologieën in de Muziekpedagogie aan de Pedagogische Staatsuniversiteit Moskou. Artistiek directeur van het muziekfestival ‘Classica Nova’ (Hannover). Artistiek directeur van de Brainin Muziekscholen in Duitsland (Hannover, Haltern am See, Backnang, Bickenbach). Hij gaf seminaires en master courses aan conservatoria en universiteiten in Oostenrijk, Columbia, Duitsland, Italië, Rusland, de Verenigde Staten, enz. Hij verzorgt wekelijks commentaar over muzikale onderwerpen op ‘Radio Free Europe/Radio Liberty (RFE/RL)’ in München en Praag en publiceert literaire, kritische en wetenschappelijk-muzikale bijdragen in het Russisch, Oekraïense, Duits, Engels en Italiaans.